# Eurytoma asiatica
Eurytoma asiatica är en stekelart som beskrevs av Zerova och Seryogina 1999. Eurytoma asiatica ingår i släktet Eurytoma och familjen kragglanssteklar.
Artens utbredningsområde är Turkmenistan. Inga underarter finns listade i Catalogue of Life.